# Coppa del Brasile 2010
La Coppa del Brasile 2010 (ufficialmente in portoghese Copa do Brasil 2010) è la 22ª edizione della Coppa del Brasile.

## Formula
Partite a eliminazione diretta con gare di andata e ritorno. In caso di pareggio nei tempi regolamentari, passa la squadra che ha realizzato il maggior numero di gol fuori casa. Nel caso non sia possibile determinare un vincitore con la regola dei gol fuori casa, sono previsti i tiri di rigore.
Nei primi due turni (primo turno e sedicesimi di finale) se la squadra che gioca la prima partita in trasferta vince con 2 o più gol di scarto, è automaticamente qualificata al turno successivo senza dover disputare la gara di ritorno.

## Partecipanti
54 squadre ammesse tramite piazzamenti nelle competizioni statali, 10 tramite Ranking CBF.
Corinthians (2° nel Ranking CBF 2009, vincitore del Campionato Paulista 2009 e detentore del trofeo), Flamengo (3° e vincitore del Campionato Carioca 2009), San Paolo (5°), Internacional (8° e vincitore del Campionato Gaúcho 2009) e Cruzeiro (9° e vincitore del Campionato Mineiro 2009) esclusi per la partecipazione alla Coppa Libertadores 2010.

### Competizioni statali
Squadre ammesse per il miglior piazzamento nei campionati o nelle coppe statali:
| Stato               | Squadra (Città)                           | Motivo qualificazione                                  |
| ------------------- | ----------------------------------------- | ------------------------------------------------------ |
| Acre                | Juventus-AC (Rio Branco)                  | Vincitore del Campionato Acreano 2009                  |
| Alagoas             | ASA (Arapiraca)                           | Vincitore del Campionato Alagoano 2009                 |
| Alagoas             | Corinthians Alagoano (Maceió)             | 2° nel Campionato Alagoano 2009                        |
| Amapá               | São José-AP (Macapá)                      | Vincitore del Campionato Amapaense 2009                |
| Amazonas            | América-AM (Manaus)                       | Vincitore del Campionato Amazonense 2009               |
| Amazonas            | Nacional-AM (Manaus)                      | 2° nel Campionato Amazonense 2009                      |
| Bahia               | Vitória (Salvador)                        | Vincitore del Campionato Baiano 2009                   |
| Bahia               | Bahia (Salvador)                          | 2° nel Campionato Baiano 2009                          |
| Ceará               | Fortaleza (Fortaleza)                     | Vincitore del Campionato Cearense 2009                 |
| Ceará               | Ceará (Fortaleza)                         | 2° nel Campionato Cearense 2009                        |
| Distretto Federale  | Brasiliense (Taguatinga)                  | Vincitore del Campionato Brasiliense 2009              |
| Distretto Federale  | Brasília (Brasilia)                       | 2° nel Campionato Brasiliense 2009                     |
| Espírito Santo      | São Mateus (São Mateus)                   | Vincitore del Campionato Capixaba 2009                 |
| Espírito Santo      | Vitória-ES (Vitória)                      | Vincitore della Copa Espírito Santo 2009               |
| Goiás               | Goiás (Goiânia)                           | Vincitore del Campionato Goiano 2009                   |
| Goiás               | Atl. Goianiense (Goiânia)                 | 2° nel Campionato Goiano 2009                          |
| Maranhão            | JV Lideral (Imperatriz)                   | Vincitore del Campionato Maranhense 2009               |
| Maranhão            | Sampaio Corrêa (São Luís)                 | Vincitore della Taça Cidade de São Luís 2009           |
| Mato Grosso         | Luverdense (Lucas do Rio Verde)           | Vincitore del Campionato Matogrossense 2009            |
| Mato Grosso         | Araguaia (Alto Araguaia)                  | 2° nel Campionato Matogrossense 2009                   |
| Mato Grosso do Sul  | Naviraiense (Naviraí)                     | Vincitore del Campionato Sul-Matogrossense 2009        |
| Mato Grosso do Sul  | Ivinhema (Ivinhema)                       | 2° nel Campionato Sul-Matogrossense 2009               |
| Minas Gerais        | Atlético Mineiro (Belo Horizonte)         | 2° nel Campionato Mineiro 2009                         |
| Minas Gerais        | Ituiutaba (Ituiutaba)                     | 3° nel Campionato Mineiro 2009                         |
| Minas Gerais        | Uberaba (Uberaba)                         | Vincitore della Taça Minas Gerais 2009                 |
| Pará                | Paysandu (Belém)                          | Vincitore del Campionato Paraense 2009                 |
| Pará                | São Raimundo-PA (Santarém)                | 2° nel Campionato Paraense 2009                        |
| Paraíba             | Sousa (Sousa)                             | Vincitore del Campionato Paraibano 2009                |
| Paraíba             | Treze (Campina Grande)                    | Vincitore della Copa Paraíba 2009                      |
| Paraná              | Athl. Paranaense (Curitiba)               | Vincitore del Campionato Paranaense 2009               |
| Paraná              | C. Paranaense (São José dos Pinhais)      | 2° nel Campionato Paranaense 2009                      |
| Paraná              | Londrina (Londrina)                       | Vincitore della Copa Paraná 2008                       |
| Pernambuco          | Sport Recife (Recife)                     | Vincitore del Campionato Pernambucano 2009             |
| Pernambuco          | Náutico (Recife)                          | 2° nel Campionato Pernambucano 2009                    |
| Piauí               | Flamengo-PI (Teresina)                    | Vincitore del Campionato Piauiense 2009                |
| Piauí               | Picos (Picos)                             | 2° nella Copa Piauí 2009                               |
| Rio de Janeiro      | Botafogo (Rio de Janeiro)                 | 2° nel Campionato Carioca 2009                         |
| Rio de Janeiro      | Vasco da Gama (Rio de Janeiro)            | 3° nel Campionato Carioca 2009                         |
| Rio de Janeiro      | Tigres do Brasil (Duque de Caxias)        | Vincitore della Copa Rio 2009                          |
| Rio Grande do Norte | ASSU (Açu)                                | Vincitore del Campionato Potiguar 2009                 |
| Rio Grande do Norte | Potyguar de Currais Novos (Currais Novos) | 2° nel Campionato Potiguar 2009                        |
| Rio Grande do Sul   | Grêmio (Porto Alegre)                     | 2° nel Campionato Gaúcho 2009                          |
| Rio Grande do Sul   | Ypiranga-RS (Erechim)                     | 3° nel Campionato Gaúcho 2009                          |
| Rio Grande do Sul   | Cerâmica (Gravataí)                       | 2° nella Copa FGF 2009                                 |
| Rondônia            | Vilhena (Vilhena)                         | Vincitore del Campionato Rondoniense 2009              |
| Roraima             | Atlético Roraima (Boa Vista)              | Vincitore del Campionato Roraimense 2009               |
| San Paolo           | Santos (Santos)                           | 2° nel Campionato Paulista 2009                        |
| San Paolo           | Palmeiras (San Paolo)                     | 3° nel Campionato Paulista 2009                        |
| San Paolo           | Votoraty (Votorantim)                     | Vincitore della Copa Paulista 2009                     |
| Santa Catarina      | Avaí (Florianópolis)                      | Vincitore del Campionato Catarinense 2009              |
| Santa Catarina      | Chapecoense (Chapecó)                     | 2° nel Campionato Catarinense 2009                     |
| Sergipe             | Confiança (Aracaju)                       | Vincitore del Campionato Sergipano 2009                |
| Sergipe             | São Domingos (São Domingos)               | Vincitore della Copa Governo do Estado de Sergipe 2009 |
| Tocantins           | Araguaína (Araguaína)                     | Vincitore del Campionato Tocantinense 2009             |

### Ranking
Squadre ammesse per il miglior piazzamento nel Ranking CBF 2009:
| Pos | Squadra     | Città          | Stato               |
| --- | ----------- | -------------- | ------------------- |
| 11  | Fluminense  | Rio de Janeiro | Rio de Janeiro      |
| 14  | Coritiba    | Curitiba       | Paraná              |
| 15  | Guarani     | Campinas       | San Paolo           |
| 17  | Portuguesa  | San Paolo      | San Paolo           |
| 22  | Santa Cruz  | Recife         | Pernambuco          |
| 23  | Paraná      | Curitiba       | Paraná              |
| 24  | Ponte Preta | Campinas       | San Paolo           |
| 26  | Juventude   | Caxias do Sul  | Rio Grande do Sul   |
| 27  | Remo        | Belém          | Pará                |
| 29  | América-RN  | Natal          | Rio Grande do Norte |

## Risultati

### Primo turno
Andata 10 e 24 febbraio 2010, ritorno 24, 25 febbraio, 10 e 11 marzo 2010.
| Squadra 1                 | Totale  | Squadra 2        | Andata | Ritorno |
| ------------------------- | ------- | ---------------- | ------ | ------- |
| Sousa                     | 1-2     | Vasco da Gama    | 1-2    | 0-0     |
| ASA                       | gfc 2-2 | Nacional-AM      | 0-0    | 2-2     |
| Picos                     | 0-5     | Ceará            | 0-5    | -       |
| C. Paranaense             | 2-0     | Juventude        | 1-0    | 1-0     |
| Ituiutaba                 | 2-3     | Goiás            | 2-3    | 0-0     |
| São José-AP               | 2-1     | América-RN       | 1-1    | 1-0     |
| Corinthians Alagoano      | 3-5     | Vitória          | 3-1    | 0-4     |
| Ivinhema                  | 2-4     | Náutico          | 1-1    | 1-3     |
| São Raimundo-PA           | 4-4     | Botafogo         | 1-0    | 3-4     |
| América-AM                | 0-4     | Santa Cruz       | 0-1    | 0-3     |
| Vitória-ES                | 0-2     | Bahia            | 0-2    | -       |
| ASSU                      | 0-3     | Atl. Goianiense  | 0-3    | -       |
| Flamengo-PI               | 0-5     | Palmeiras        | 0-1    | 0-4     |
| Potyguar de Currais Novos | 1-3     | Paysandu         | 0-0    | 1-3     |
| Vilhena                   | 2-6     | Athl. Paranaense | 2-2    | 0-4     |
| São Domingos              | 2-3     | Sampaio Corrêa   | 1-1    | 1-2     |
| Confiança                 | 1-3     | Fluminense       | 1-1    | 0-2     |
| Uberaba                   | 3-0     | Londrina         | 1-0    | 2-0     |
| Atlético Roraima          | 0-7     | Portuguesa       | 0-7    | -       |
| JV Lideral                | 0-4     | Ponte Preta      | 0-0    | 0-4     |
| Araguaia                  | 1-3     | Grêmio           | 1-3    | -       |
| Votoraty                  | 5-2     | Treze            | 4-0    | 1-2     |
| Luverdense                | 0-2     | Coritiba         | 0-1    | 0-1     |
| Ypiranga-RS               | 0-3     | Avaí             | 0-3    | -       |
| Naviraiense               | 0-11    | Santos           | 0-1    | 0-10    |
| São Mateus                | 2-6     | Remo             | 1-2    | 1-4     |
| Araguaína                 | 1-3     | Guarani          | 0-1    | 1-2     |
| Tigres do Brasil          | 4-5     | Fortaleza        | 2-2    | 2-3     |
| Juventus-AC               | 0-7     | Atlético Mineiro | 0-7    | -       |
| Chapecoense               | 4-2     | Brasiliense      | 3-0    | 1-2     |
| Brasília                  | 2-4     | Sport Recife     | 2-4    | -       |
| Cerâmica                  | 2-7     | Paraná           | 1-1    | 1-6     |

### Sedicesimi di finale
Andata 17 e 18 marzo 2010, ritorno 31 marzo e 1º aprile 2010.
| Squadra 1       | Totale      | Squadra 2        | Andata | Ritorno |
| --------------- | ----------- | ---------------- | ------ | ------- |
| ASA             | 2-4         | Vasco da Gama    | 1-1    | 1-3     |
| C. Paranaense   | 3-2         | Ceará            | 2-1    | 1-1     |
| São José-AP     | 0-8         | Goiás            | 0-1    | 0-7     |
| Náutico         | 0-6         | Vitória          | 0-1    | 0-5     |
| Santa Cruz      | gfc 3-3     | Botafogo         | 0-1    | 3-2     |
| Atl. Goianiense | 2-1         | Bahia            | 2-0    | 0-1     |
| Paysandu        | 1-3         | Palmeiras        | 1-2    | 0-1     |
| Sampaio Corrêa  | 1-3         | Athl. Paranaense | 1-1    | 0-2     |
| Uberaba         | 0-2         | Fluminense       | 0-2    | -       |
| Ponte Preta     | 2-3         | Portuguesa       | 1-1    | 1-2     |
| Votoraty        | 0-4         | Grêmio           | 0-1    | 0-3     |
| Avaí            | 2-1         | Coritiba         | 1-1    | 1-0     |
| Remo            | 0-4         | Santos           | 0-4    | -       |
| Fortaleza       | 2-2 3-4 dcr | Guarani          | 2-0    | 0-2     |
| Chapecoense     | 1-6         | Atlético Mineiro | 1-0    | 0-6     |
| Paraná          | 1-2         | Sport Recife     | 1-1    | 0-1     |

### Ottavi di finale
Andata 14 e 15 aprile 2010, ritorno 21 e 22 aprile 2010.
| Squadra 1        | Totale | Squadra 2        | Andata | Ritorno |
| ---------------- | ------ | ---------------- | ------ | ------- |
| C. Paranaense    | 1-3    | Vasco da Gama    | 0-1    | 1-2     |
| Vitória          | 6-2    | Goiás            | 4-0    | 2-2     |
| Santa Cruz       | 1-4    | Atl. Goianiense  | 1-2    | 0-2     |
| Palmeiras        | 2-1    | Athl. Paranaense | 1-0    | 1-1     |
| Portuguesa       | 2-4    | Fluminense       | 0-1    | 2-3     |
| Grêmio           | 5-4    | Avaí             | 3-1    | 2-3     |
| Santos           | 10-4   | Guarani          | 8-1    | 2-3     |
| Atlético Mineiro | 3-0    | Sport Recife     | 1-0    | 2-0     |

### Quarti di finale
Andata 28 e 29 aprile 2010, ritorno 5 maggio 2010.
| Squadra 1        | Totale      | Squadra 2       | Andata | Ritorno |
| ---------------- | ----------- | --------------- | ------ | ------- |
| Vitória          | gfc 3-3     | Vasco da Gama   | 2-0    | 1-3     |
| Palmeiras        | 1-1 1-2 dcr | Atl. Goianiense | 1-0    | 0-1     |
| Fluminense       | 2-5         | Grêmio          | 2-3    | 0-2     |
| Atlético Mineiro | 4-5         | Santos          | 3-2    | 1-3     |

### Semifinali
Andata 12 maggio 2010, ritorno 19 maggio 2010.
| Squadra 1       | Totale | Squadra 2 | Andata | Ritorno |
| --------------- | ------ | --------- | ------ | ------- |
| Atl. Goianiense | 1-4    | Vitória   | 1-0    | 0-4     |
| Grêmio          | 5-6    | Santos    | 4-3    | 1-3     |

### Finale

#### Andata
| Arbitro: | Leonardo Gaciba |

| |            | |
| Neymar 14’ Marquinhos 83’ | Marcatori  | |
| · Rafael P · Pará D · Bruno Aguiar D · Durval D · Alex Sandro D · Arouca C · Wesley C · Paulo Henrique C · Marquinhos C · Neymar A · Robinho A · Zé Eduardo C · André A · Marcel A | Formazioni | · P Lee · D Rafael Cruz · C Bida · D Wallace · D Anderson Martins · D Egídio · C Vanderson · C Neto Coruja · C Fernando · C Ramon · C Renato · A Elkeson · A Schwenck |
| Dorival Júnior | Allenatori | Ricardo Silva |

#### Ritorno
| Arbitro: | Carlos Simon |

| |            | |
| Wallace 57’ José Júnior 77’ | Marcatori  | 44’ Edu Dracena |
| · Viáfara P · Nino Paraíba D · Gabriel C · Wallace D · Anderson Martins D · Egídio D · Neto Coruja C · Bida C · Adaílton A · Ramon C · Renato C · Elkeson A · Schwenck A · José Júnior A | Formazioni | · P Rafael · D Pará · D Edu Dracena · D Durval · D Alex Sandro · C Arouca · C Wesley · C Paulo Henrique · A Neymar · A Marcel · A Robinho · C Rodriguinho · A André · C Marquinhos |
| Ricardo Silva | Allenatori | Dorival Júnior |

Santos vincitore della Coppa del Brasile 2010 e qualificato per la Coppa Libertadores 2011.

## Classifica marcatori
| Pos. | Giocatore      | Squadra          | Gol |
| ---- | -------------- | ---------------- | --- |
| 1    | Neymar         | Santos           | 11  |
| 2    | André          | Santos           | 8   |
| 2    | Jonas          | Grêmio           | 8   |
| 4    | Diego Tardelli | Atlético Mineiro | 7   |
| 5    | Borges         | Grêmio           | 6   |
| 5    | Fred           | Fluminense       | 6   |
| 5    | Júnior         | Vitória          | 6   |
| 5    | Rafael Moura   | Goiás            | 6   |
| 5    | Robinho        | Santos           | 6   |
| 10   | Obina          | Atlético Mineiro | 5   |
| 11   | Élton          | Vasco da Gama    | 4   |
| 11   | Robert         | Palmeiras        | 4   |
| 11   | Robston        | Atl. Goianiense  | 4   |